# Helena Dadejowa
Helena Ludwika Dadejowa z domu Hofman (ur. 1888, zm. 1944 w Warszawie) – nauczycielka polska, filolog i historyk.

## Życiorys
Brak jest bliższych danych biograficznych na jej temat. W czasie I wojny światowej pełniła służbę pomocniczą przy oddziale przeciwtyfusowym, prowadzonym przez jej późniejszego męża Kazimierza Dadeja. Studiowała historię na Uniwersytecie Lwowskim, pod kierunkiem Stanisława Zakrzewskiego obroniła pracę doktorską Studia nad rękopisami "Kroniki" mistrza Wincentego (Lwów 1924). W roku szkolnym 1925/1926 podjęła pracę w Prywatnym Gimnazjum Sanatoryjnym im. Błogosławionego Ładysława z Gielniowa w Zakopanem; przez jakiś czas była dyrektorką tej szkoły. Uczyła też muzyki, udzielała się społecznie. 
Przyjaźniła się z Józefem Czapskim, który wspominał ją w korespondencji jako inspiratorkę swojego zainteresowania Norwidem; według słów Czapskiego, była w twórczości Norwida "zakochana".
W czasie II wojny światowej przebywała w Warszawie i uczestniczyła w konspiracji. Zapewne jako sanitariuszka brała udział w powstaniu. Uczestniczyła w ratowaniu dzieł Norwida z płonącego mieszkania ciężko chorego Zenona Przesmyckiego. Zginęła w czasie powstania, w pożarze domu, w którym opiekowała się zniedołężniałą ciotką. 
Kazimierza Dadeja poślubiła w latach międzywojennych. Pracował on jako lekarz w Zakopanem, zginął w Katyniu. Towarzyszem jego niedoli obozowej w Starobielsku był szwagier, kapitan Hofman, który zdołał przeżyć wojnę.

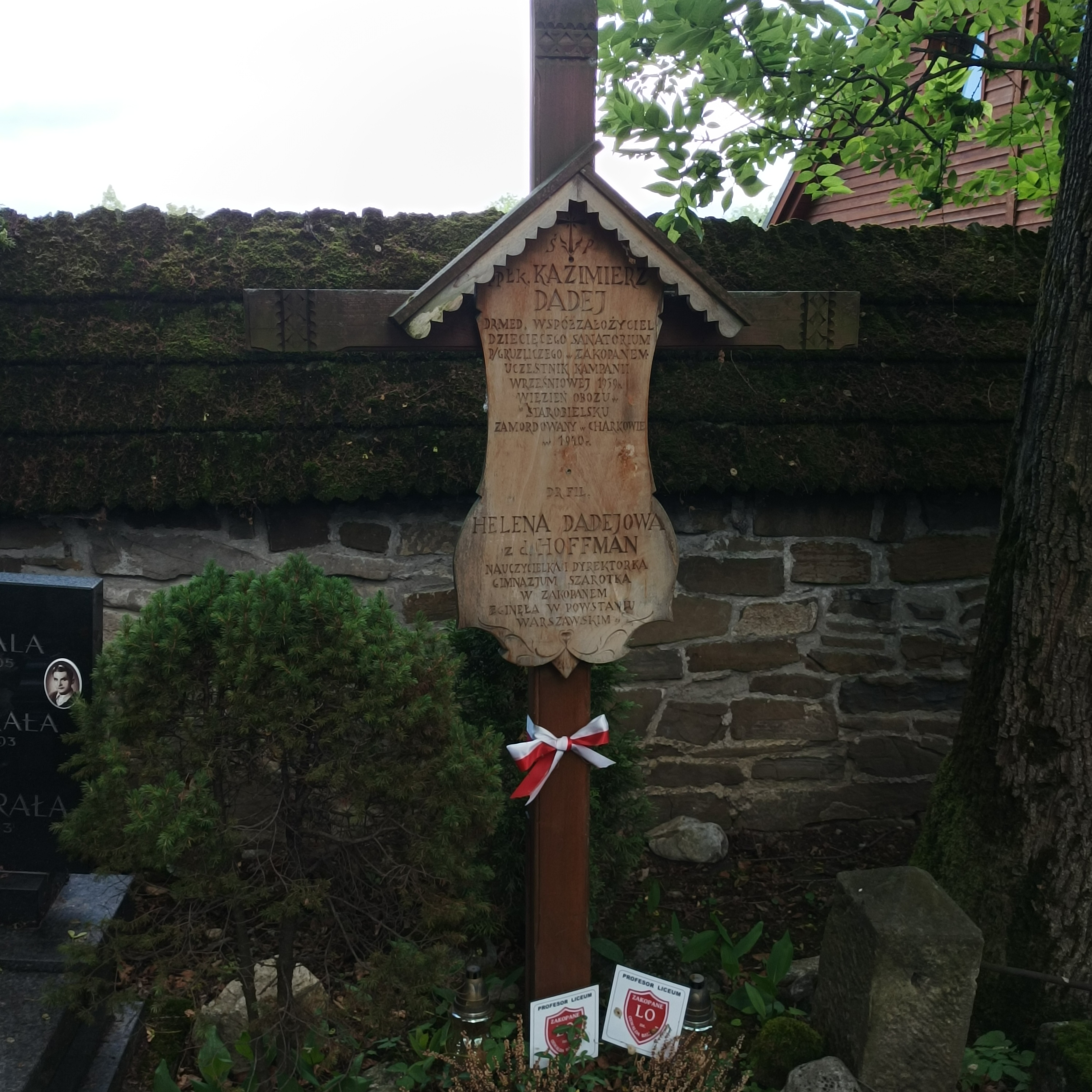
Grób Kazimierza i Heleny Dadejów na Cmentarzu Zasłużonych na Pęksowym Brzyzku